# Eugène Van Willigen
Eugène Antoine Jacques Hubert Van Willigen (Schulen, 18 juli 1827 - 27 juli 1885) was een Belgisch senator en burgemeester.

## Levensloop
Van Willigen was een zoon van de raadsheer bij het Rekenhof en burgemeester van Schulen Jean-Jacques Van Willigen en van Marie-Gertrude Briers. Hij trouwde met Marie-Anne de Zerezo de Tejada.
In 1874 werd hij katholiek senator voor het arrondissement Hasselt en vervulde dit mandaat tot in 1885.
Van 1856 tot 1874 was hij provincieraadslid voor Limburg en van 1861 tot 1872 burgemeester van Schulen.